# Karl Borromäus Landsteiner

Aufnahme vor 1897

Karl Borromäus Landsteiner (* 30. August 1835 auf Schloss Stoitzendorf bei Eggenburg (Niederösterreich); † 3. April 1909 in Nikolsburg) war ein österreichischer katholischer Priester, Landesprälat in Mähren, Schriftsteller, Novellist und Ehrenpräsident des Wiener Tierschutzvereines. Er schrieb unter dem Pseudonym Arthur Landerstein.

## Biografie
Karl Borromäus Landsteiner wurde im Jahre 1835 als Sohn des Franz Landsteiner (1787–1859), stiftsherrlicher Guts- und Schlossverwalter in Stoitzendorf, und der Theresia Antonia Schaur geboren. Der Vater, Sohn eines Justiz- und Landesgerichtsverwalters in Weinern, war auch Zeichner und Maler. Sein Großvater Anton Schaur war Waisenamtsverwalter im Stift Lilienfeld, der Bruder des Vaters, Columban Landsteiner, war Dechant und Konventuale des Stifts Melk.
Landsteiner studierte Theologie und Philologie und legte die Staatsprüfung in Geschichte, Kunstgeschichte, Geographie und Germanistik ab. Im Jahre 1857 trat er dem Piaristenorden bei und erhielt 1860 die Priesterweihe. Sein Übertritt in den Weltpriesterstand erfolgte im Jahre 1873. Landsteiner war als katholischer Priester Studienpräfekt im gräflich löwenburgischen Konvikt in Wien, kaiserlich königlicher Professor für Deutsch und Geschichte an den Piaristen-Gymnasien in Krems (1864–1869) und in Wien (1869–1886). Nebenbei engagierte er sich als Mitglied des Wiener Gemeinderats von 1876–1886. Karl Borromäus Landsteiner war Mitglied des Landesschulrates, Schulreferent im Wiener erzbischöflichen Konsistorium, Ehrendoktor, ab 1880 Domherr zu St. Stephan und zuletzt Propst von Nikolsburg in Mähren, wo er 1909 verstarb. Er wurde auf dem Oberen Stadtfriedhof in Klosterneuburg bestattet.
Als Schriftsteller verfasste er Erzählungen in Wochenzeitungen und Kalendern, Artikel zum Tierschutz, Romane, Epen, Dramen, Gedichte und vor allem Novellen, welche zum größten Teil in Zeitschriften erschienen.
Über sich selbst sagte er, sein Wahlspruch sei: Wie Gott will. Um eine Selbsteinschätzung gebeten, zitierte er eines seiner Gedichte:
Was gibt es schön’res auf der Welt,

Als durch die Welt zu wandern,

Von einem Ort zum andern.

Wie’s Vöglein unterm Himmelszelt?

So wand’re ich unter Gottes Schutz,

So zieh’ ich froh durchs Leben,

Bin ich dem Rechte stets ergeben,

So biet’ der ganzen Welt ich Trutz.

## Werke
Diese Aufzählung erfasst nur einen Teil seines Schaffens.
- (anonym), An die Eisenbraut, 1859, Lyrik
- Lessing als Bibliothekar, Progr. des Josefst. Gymn., 1860, Essay
- Aus dem Leben eines Unbekannten. Freiburg im Breisgau, Herder, 1860. In dritter Auflage unter dem Titel: Trautheim, Roman
- Die Kinder des Lichtes, Freiburg im Breisgau, Herder, 1861; Auflage 1889 unter dem Titel: Der Geist der Revolution, Roman
- Pulsschläge, 1862; Auflage 1866 mit: Tannhäuser, Fragment einer Tragödie, Lyrik
- Edmund Fröhlich der Abenteurer, Leipzig, Fleischner, 1862, Roman
- Der österreichische Einheitsstaat in historischer Entwicklung, Progr. des Josefst. Gymn., 1863, Aufsatz
- Festpredigt, 1865
- Die Rose von Jericho, Aachen, Jacobi, 1866, Novelle
- Otto I. im Kampf mit den deutschen Herzögen, Progr. des Kremser Gymn., 1867, Aufsatz
- Vater Eisenhammer, Würzburg, Woerl, 1867, Roman
- Die Landtagskandidaten, Würzburg, Woerl, 1867, Lustspiel
- Ein gemütlicher Mensch, 1867, Drama
- Nicolaus Lenau’s Geistesprozeß, Progr. des Josefst. Gymn., 1868
- Reste des Heidenglaubens in Sagen und Gebräuchen des niederösterreichischen Volkes, Progr. des Kremser Gymn., 1868
- Hans Makart und Robert Hamerling, eine vergleichende Studie, Wien, Alfred Hölder, 1869
- Die Kaiserstadt an der Donau, 1869
- (anonym), „Österreichs letzter Rettungsanker“, 1870 (ein politisches Programm der Völkerversöhnung auf verfassungsrechtlicher Grundlage)
- Das Babel des Ostens, Bilder aus dem Wiener Leben, 1870
- Anton Krothentaller, 1871, Abhandlung
- Ein österreichischer Schulmeister (Johann Wurth), Progr. des Josefst. Gymn., 1871
- Das Leben eines Paria, Ein Schmerzensschrei (Autobiografie), 1872
- Des Kaisers Jubeltag, 1873, Festrede
- Wiener Licht- und Schattenbilder, 1873
- Erwin, Wien, Alfred Hölder, 1874, Epos
- Kants Ding an sich, (erhielt einen Preis)
- (Hrsg.) Da Naz, a niederösterr. Bauernbui geht in d’ Fremd, 1875, von seinem Ordensbruder Joseph Misson
- (Hrsg.) Erzählungen des Pfarrers von Kirchtal, von Ordensbruder Podlahn, wurde ins Ungarische und Französische übersetzt
- Der Segenswunsch der Völker, 1881 (zur Vermählung des Kronprinzen Erzherzog Rudolf), Drama
- Festpredigt, 1881
- Österreichs Jubeltag, 1882, Festrede
- Der Bürgermeister von Wien, 1883, Festspiel, anlässlich der Türkenfeier in Wien
- Die ewige Stadt, Wien, Alfred Hölder 1887, Gedichtzyklus
- Mariša, Leipziger Illustrierte Zeitung und Novellenbuch der Leipziger Illustrierten Zeitung, 1889
- Ein fahrender Sänger, 1889, Epos
- Das Ideal, 1889, Drama
- Der Römerturm (erhielt einen Preis)
- Im Wächterhause, Leipziger Illustrierte Zeitung 1891
- Der Antichrist, Trauerspiel der letzten Zeiten, Wien, Alfred Hölder, 1891
- Im Walde, 1893; Wien, Alfr. Hölder, Auflage 1896 unter dem Titel: Eine Weihnachtsgabe; Wien, Alfred Hölder, 1898 unter dem Titel: Vor dem Abstieg, Lyrik
- Marietta und Lorenzo, ein Idyll vom Karst, Leipzig, Robert Claußner, 1893, Epos
- Böhmerwaldpassionsspiel, 1894, Drama
- Die grausamste aller Moden, Wiener Tierschutz-Verein, Wien, 1894
- Höritzer Passions- u. Osterspiel, 1894, Drama
- Der heilige Severin, der Apostel Norikums, Wien, Alfred Hölder, 1896, Liederspiel, vertont durch den Organisten Bauer
- Anno dazumal, Erzählung aus der Franzosenzeit Wiens, 1896, 2. Auflage Wien, H. Kirsch, 1904
- Edel sei der Mensch! Verlag des Wiener Tierschutz-Vereines, Wien Alfred Hölder, 1897, Gedichtzyklus
- Aus der Tiefe, 1898, Drama
- Atlantis, 1899, Drama
- Ein Jünger Ahasvers, Regensburg, Nationale Verlagsanstalt, 1900, Roman
- Die Geister des Sturmes, Regensburg, Manz, 1902, Roman
- Josef Wichner, 1903, Abhandlung
- Walter von Habenichts, 1906, Roman
- Tierschutz und Vivisektion, Verband der Schweizer Vereine gegen die Vivisektion

### Vertonte Gedichte
- Jungmann: Kaiserjubiläumslied
- Max von Weinzierl (1841–1898): Morgenlied
- Frei: Glöcklein im Herzen
- vierstimmiger Chor: Frühlingstraum
- Behr: Ein Lied
- Jörgen Melling: Stete Sehnsucht, vier Gedichte

## Ehrungen
- Im Jahre 1876 erhielt er die Goldene Medaille für Wissenschaft und Kunst.
- Goldene Salvatormedaille
- Römischer Ehrendoktor für die Arbeit „Kants Ding an sich“
- Goldenes Jerusalem-Pilgerkreuz, 1902 verliehen durch Papst Leo XIII.
- Nach ihm wurde im Jahre 1909 die Landsteinergasse (Ottakring) benannt.[5]